# Lёgkaja žizn'
Lёgkaja žizn' (Лёгкая жизнь) è un film del 1964 diretto da Veniamin Davydovič Dorman.